# Grant Williams

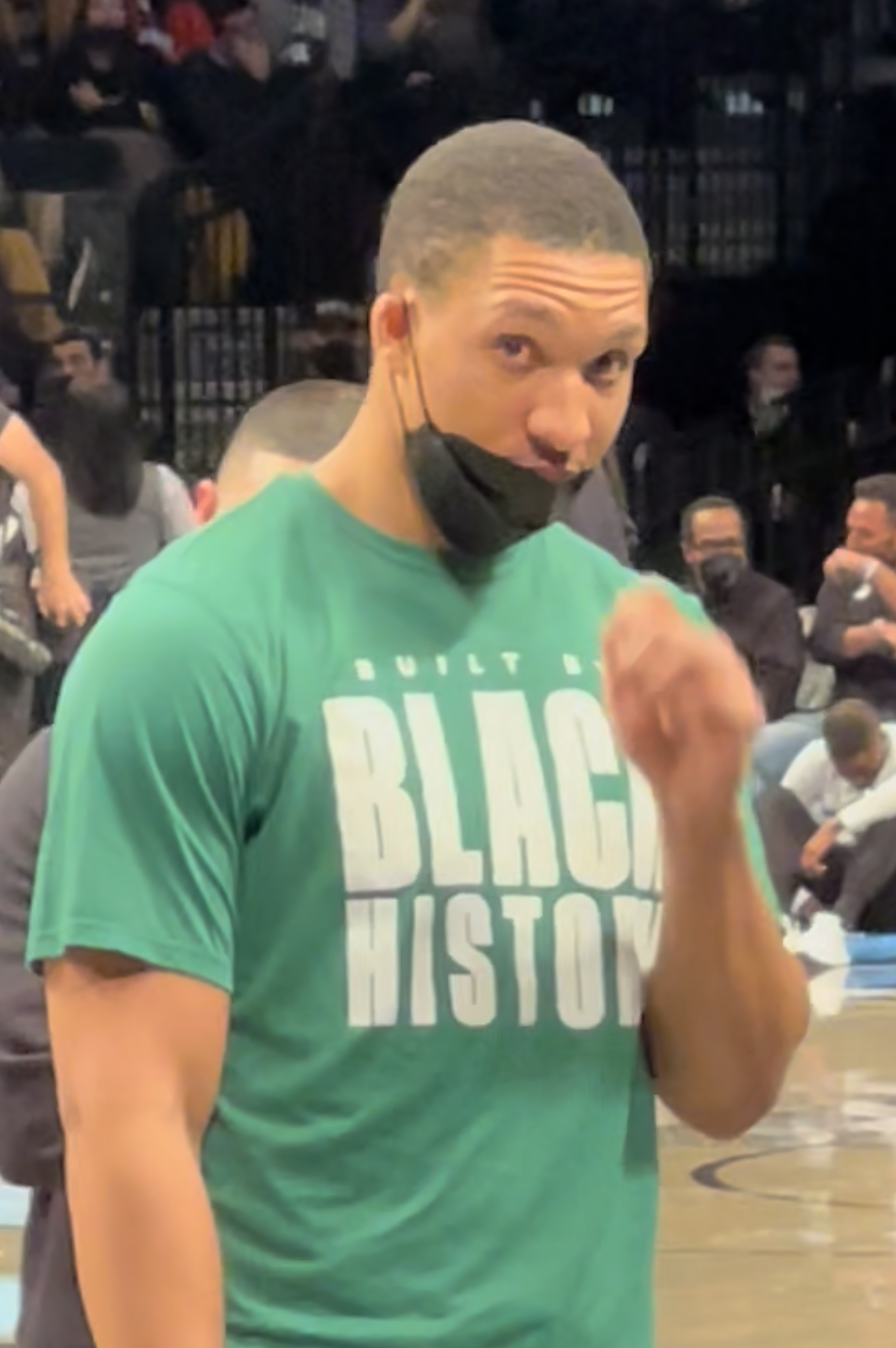
Grant Williams, 2022.

Grant Dean Williams, född 30 november 1998 i Houston i Texas, är en amerikansk professionell basketspelare (PF) som spelar för Charlotte Hornets i National Basketball Association (NBA). Han har tidigare spelat för Boston Celtics och Dallas Mavericks.
Williams draftades av Boston Celtics i första rundan i 2019 års draft som 22:a spelare totalt.
Innan han blev proffs studerade Williams vid University of Tennessee och spelade för universitetets idrottsförening Tennessee Volunteers.
Han är kusin till Damon Stoudamire och Salim Stoudamire.